# Зак Кінг
Зак Кінг (нар. 4 лютого, 1990, Портленд, Ореґон, США) — американський інтернет-знаменитість, режисер та ілюзіоніст із Лос-Анджелеса. Він почав публікувати відео на YouTube у 2008 році, а в 2013 році почав публікувати відео на Vine. У 2013 році він переміг у конкурсі YouTube NextUp Creators. У 2013 році він увійшов до 25 найперспективніших режисерів покоління. Його наполегливість дозволила йому працювати в голлівудських фільмах.

## Біографія
Зак Кінг народився 4 лютого 1990 року в Портленді, штат Орегон. Він наполовину китаєць, на чверть нікарагуанець і на чверть австрієць.
Він почав займатися відеозйомкою в молодому віці і зняв своє перше відео у сім років за допомогою домашньої камери. У чотирнадцять років Кінг купив свою першу камеру, штатив і комп’ютер Mac, щоб почати редагувати власні відео. У 2012 році Зак закінчив Університет Біола за спеціальністю «кінематограф і медіа-мистецтво».
У старшій школі Зак вперше почав публікувати повідомлення на YouTube, даючи підручники щодо використання Final Cut Pro. У той же час він запустив власний веб-сайт, щоб пропонувати навчальні посібники про те, як правильно використовувати Final Cut Pro. Він продавав навчальні семінари і використовував гроші на оплату навчання в коледжі.
З моменту створення свого каналу на YouTube він мав сотні мільйонів переглядів усього його вмісту. У 2011 році його відео «Кошенята-джедаї», зроблене разом із другом, стало настільки популярним, що менше ніж за день його переглянули понад мільйон людей, а за наступні дні — 18 мільйонів. Продовження «Кошенята-джедаї завдають удару у відповідь» набрало майже 30 мільйонів переглядів. Третя частина, «Кошенята джедаїв – Пробудження сили», також набрала майже 30 мільйонів переглядів.
Зак приєднався до Vine у 2013 році після того, як кілька його друзів створили обліковий запис. Після того, як він приєднався, він публікував одну Vine на день протягом 30 днів і бачив значний успіх і зростання на своєму акаунті. Він був представлений у кількох ЗМІ про його лози, включаючи Mashable та Complex.
28 лютого 2016 року Зак Кінг опублікував у TikTok, раніше відомий як  Musical.ly, своє перше відео Його відео підписом було : «Потрібна допомога з внесенням застави, о, зачекайте.  
Зак Кінг також опублікував найпопулярніший TikTok 9 грудня 2019 року. На відео було показано, як він їздить на мітлі, де пізніше він показує, що насправді використовує дзеркало. Підпис до відео був: «Вони відхилили мою заявку до Гоґвортсу, але я все ж знайшов спосіб стати чарівником».
Зак Кінг станом на 2 квітня 2024 року має понад 81 мільйон підписників, що дозволило йому зайняти шосте місце серед найпопулярніших тіктокерів на платформі.

## Особисте життя
Одружений із Рейчел Кінг (нар. 16 вересня, 1990). Має 2 дітей:
- Ліам Майкл Кінг (нар. 2018);
- Мейсон Кінг;

## Фільмографія
- Indiana bones and the raiders of the lost bark(18 грудня 2014);
- The Matchbreaker(7 жовтня 2016);

| Рік  | Заголовок                                      | Директор | Роль                   | Нотатка        |
| ---- | ---------------------------------------------- | -------- | ---------------------- | -------------- |
| 2016 | Зоотрополіс                                    | Ні       | Вовк (Роль)            | Тільки Голос   |
| 2018 | Zach King vs Evil Robots                       | Так      | Зак Кінг (Самого Себе) | Короткий Фільм |
| 2018 | Magic Duel: Jack Black vs Zach King            | Так      | Зак Кінг (Самого Себе) | Короткий Фільм |
| 2018 | A Magician Home Alone                          | Так      | Зак Кінг (Самого Себе) | Короткий Фільм |
| 2019 | Viking Academy                                 | Так      | Зак Кінг (Самого Себе) | Короткий Фільм |
| 2019 | Zach King's the Magical Night Before Christmas | Так      | Зак Кінг (Самого Себе) | Короткий Фільм |
| 2019 | Stranded on Treasure Island                    | Ні       | Зак Кінг (Самого Себе) | Короткий Фільм |
| 2020 | Zach King's Day Off                            | Так      | Зак Кінг (Самого Себе) | Короткий Фільм |
| 2021 | The Time Traveling Sheriff                     | Ні       | Зак Кінг (Самого Себе) | Короткий Фільм |
| 2022 | First to the Gate                              | Так      | Зак Кінг (Самого Себе) | Короткий Фільм |
| 2022 | Stranded 2                                     | Ні       | Зак Кінг (Самого Себе) | Короткий Фільм |
| 2023 | Stranded 3                                     | Ні       | Зак Кінг (Самого Себе) | Короткий Фільм |

## Нагороди
- 2009 - Перше місце Лондонського кінофестивалю для реклами HP;[21]
- 2009 - Приз критиків на конкурсі відео-конкурсу підлітків-водіїв Bridgestone Tyres з безпеки;[22]
- 2010 - Перше місце Лондонський кінофестиваль: Heartbrand Ad;[23]
- 2010 - переможець Bridgestone Safety Scholar;[24]
- 2012 - премія Vidcon Golden Poop Award;
- 2013 – Конкурс творців NextUp на YouTube;
- 2016 – Премія Shorty за найкращого виконавця винограду;